# French Open 2017
French Open 2017 byl 116. ročník druhého tenisového grandslamu sezóny, konaný od 28. května do 11. června 2017. Představoval jediný major hraný na antukovém povrchu, když probíhal na otevřených dvorcích Stade Roland-Garros v 16. městském obvodu francouzské metropole Paříži.
Turnaj organizovaly Mezinárodní tenisová federace a francouzský tenisový svaz Fédération Française de tennis. Řadil se do profesionálního okruhu mužů ATP World Tour a žen WTA Tour. Vítězové, vyjma smíšené čtyřhry, si do žebříčků připsali dva tisíce bodů.
Obhájci singlových titulů se stali světová dvojka Novak Djoković ze Srbska, který ve čtvrtfinále podlehl Dominicu Thiemovi, a pátá žena žebříčku Garbiñe Muguruzaová ze Španělska, jíž v osmifinále vyřadila Kristina Mladenovicová.

## 116. ročník

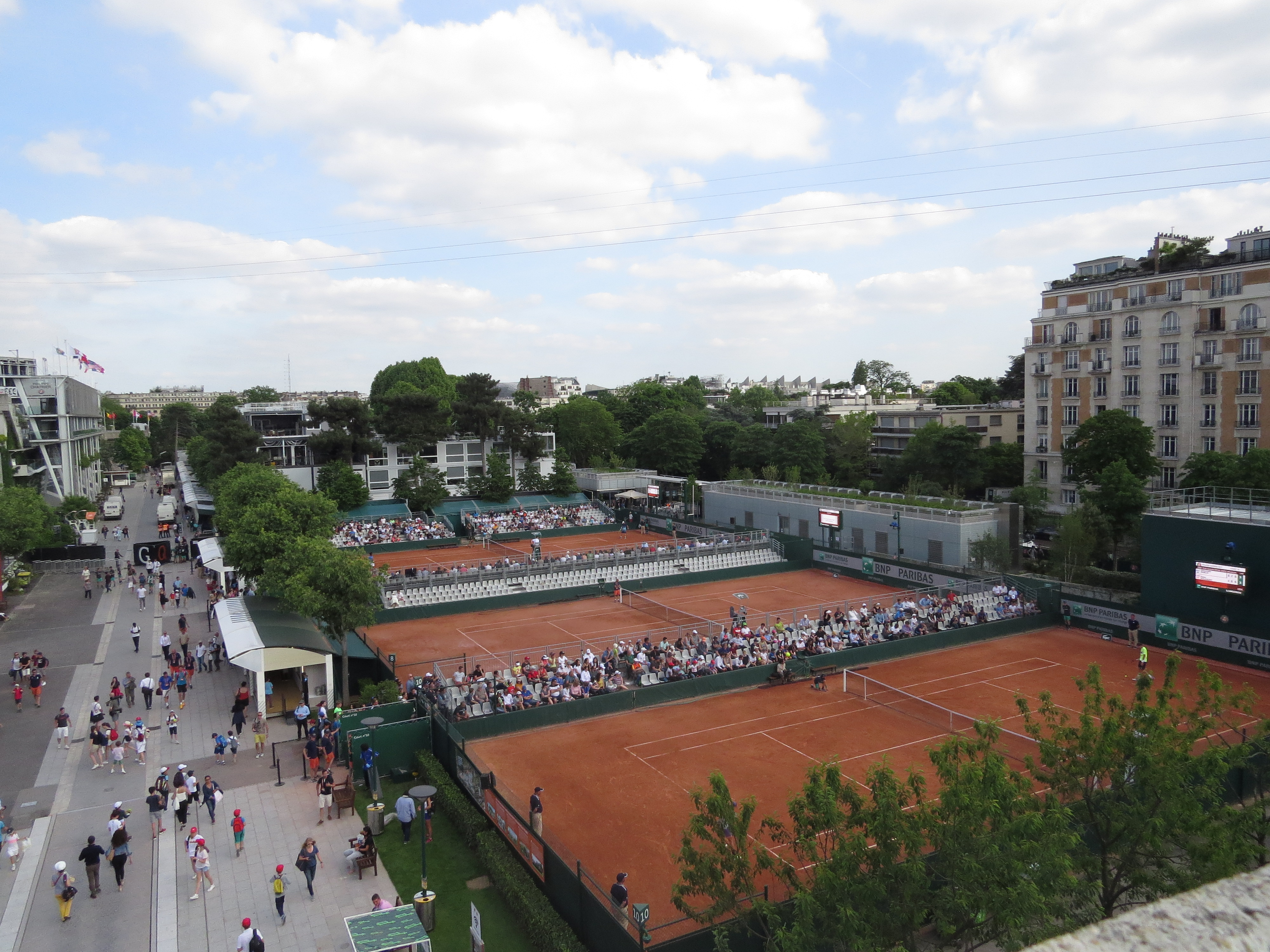
Areál Stade Roland-Garros během 116. ročníku v květnu 2017

116. ročník se odehrával na osmihektarovém areálu Stade Roland-Garros v Paříži. Premiérový ročník se na tomto místě uskutečnil v roce 1928.
Tenisté bojovali o tituly v soutěžích mužských a ženských dvouher i čtyřher, smíšené čtyřhry, dvouhry a čtyřhry juniorů a juniorek do 18 let v kategorii Grade A (4.–10. června), a také dvouhry a čtyřhry vozíčkářů v rámci okruhu handikapovaných UNIQLO Tour, turnaje zařazeného do kategorie Grand Slamu (8.–10. června). Součástí byl také turnaj ženských legend a legend mužů do a nad 45 let, a to ve formě čtyřher.
V areálu s více než dvaceti antukovými dvorci se rozhodující utkání závěrečné fáze odehrávaly na třech hlavních stadionech, Court Philippe-Chatrier, Court Suzanne-Lenglen a Court 1.

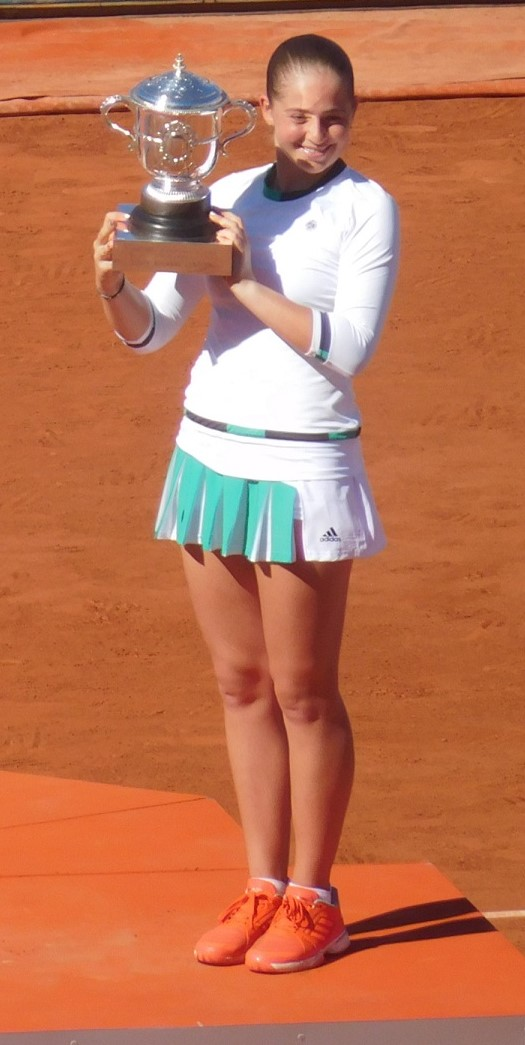
Ostapenková s pohárem Suzanne Lenglenové

Poprvé v historii French Open se oba úřadující vítězové Australian Open, Serena Williamsová a Roger Federer, odhlásili před pařížským turnajem.
Světová jednička Angelique Kerberová se stala první nejvýše nasazenou hráčkou ženské dvouhry v otevřené éře French Open, která prohrála již v úvodním kole. Čtyři gamy jí dovolila uhrát Ruska Jekatěrina Makarovová. Poprvé od Australian Open 1979 se do čtvrtfinále grandslamu probojovaly všechny čtvrtfinalistky, které předtím nikdy nevyhrály titul z dvouhry této nejvyšší kategorie..

## Vítězové
Mužskou dvouhru opanoval španělský čtvrtý hráč světa Rafael Nadal. Jako první tenista získal desátou trofej z dvouhry Roland-Garros, když všechna finále vyhrál, a stal se tak prvním mužem s daným počtem výher ze singlu jediného grandslamového turnaje. Patnáctou trofejí na majoru se odpoutal na 2. místě historických tabulek od Peta Samprase.
Ženskou dvouhru vyhrála 47. hráčka žebříčku Jeļena Ostapenková, jež získala debutový grandslamový titul. Stala se tak prvním lotyšským tenistou se singlovou grandslamovou trofejí, nejmladší šampionkou Roland-Garros od roku 1997, první takovou nenasazenou tenistkou od roku 1933 a vůbec nejníže postavenou hráčkou od zavedení klasifikace v roce 1975.
Mužská čtyřhra přinesla vítězství nenasazenému americko-novozélandskému páru Ryan Harrison a Michael Venus, pro něž se jednalo o premiérový grandslamový titul, když ani jeden před Roland-Garros nikdy v rámci turnajů velké čtyřky nepřekročil brány čtvrtfinále.
Ženská čtyřhra podruhé skončila výhrou prvního světového páru složeného z Američanky Bethanie Mattekové-Sandsové a Češky Lucie Šafářové, které na pařížské antuce zvítězily již v roce 2015. Společně si připsaly pátý grandslamový vavřín a třetí v řadě, což znamenalo, že jim k zisku nekalendářního Grand Slamu scházel jen triumf na čtvrtém majoru bez přerušení, ve Wimbledonu 2017.
Smíšenou čtyřhru ovládl kanadsko-indický pár Gabriela Dabrowská a Rohan Bopanna, jehož členové získali premiérový grandslamový titul v kariéře. Dabrowská se stala první Kanaďankou v historii, která zvítězila v jakékoli soutěži Grand Slamu dospělých.

### Galerie vítězů

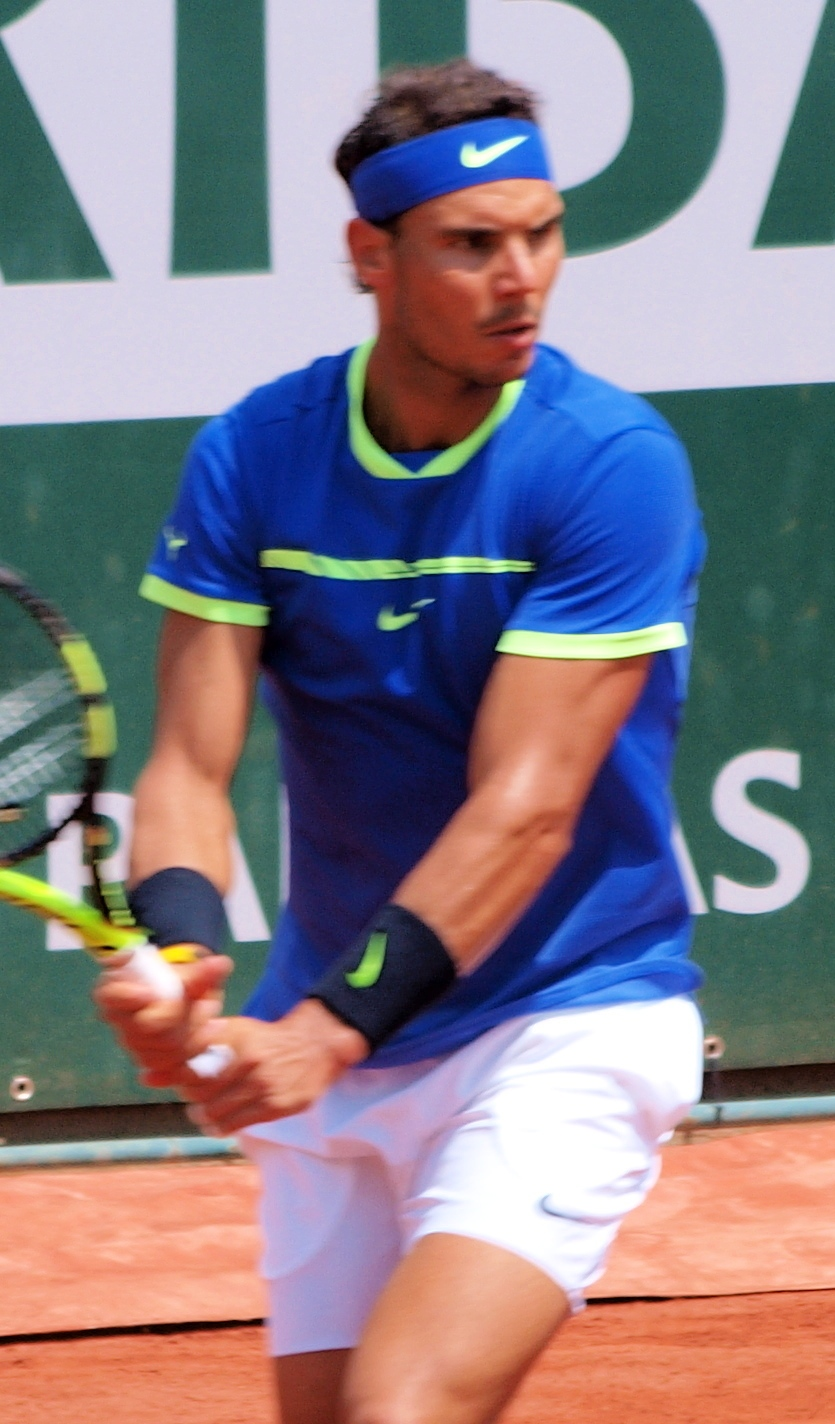
Rafael Nadal mužská dvouhra
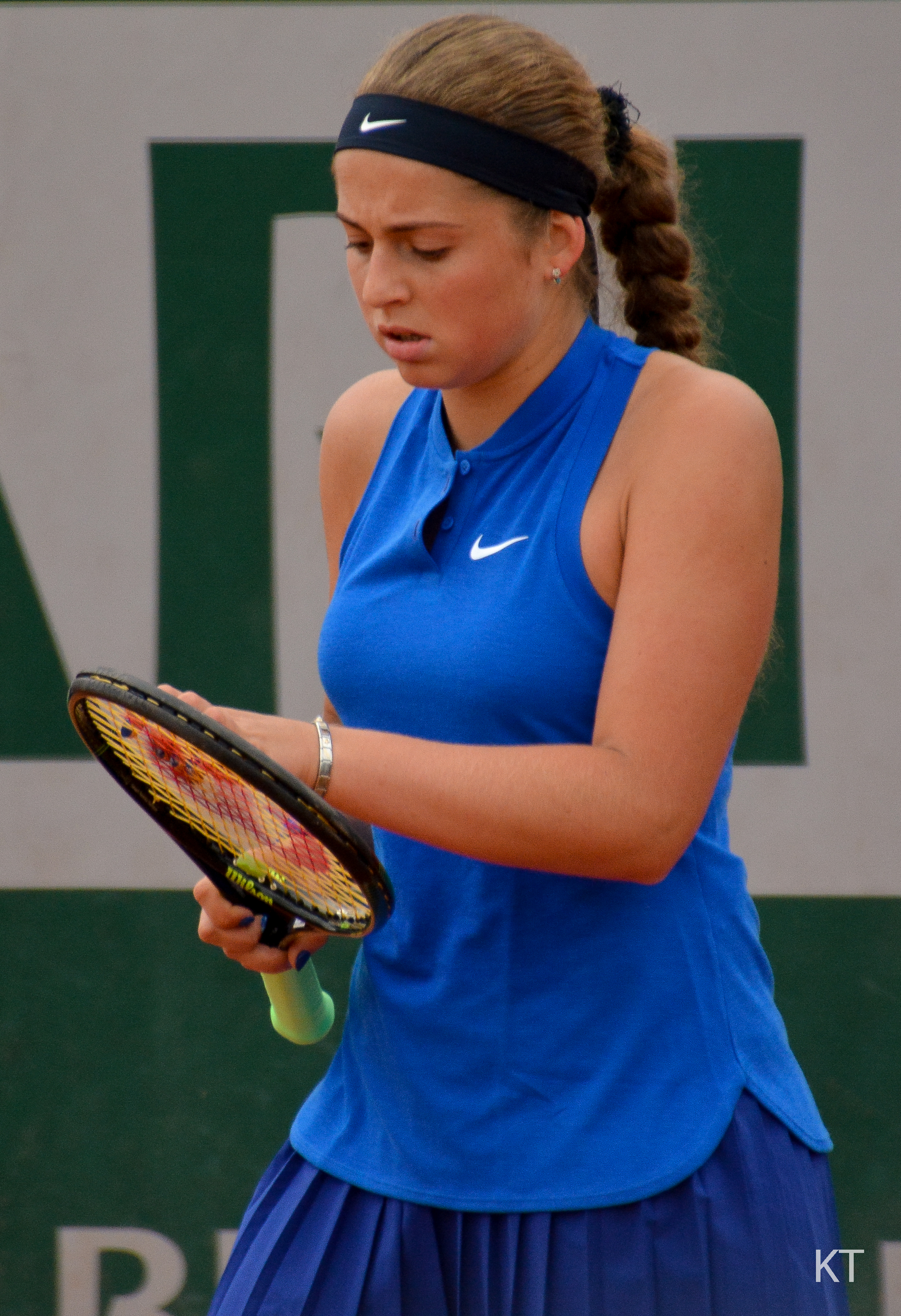
Jeļena Ostapenková ženská dvouhra
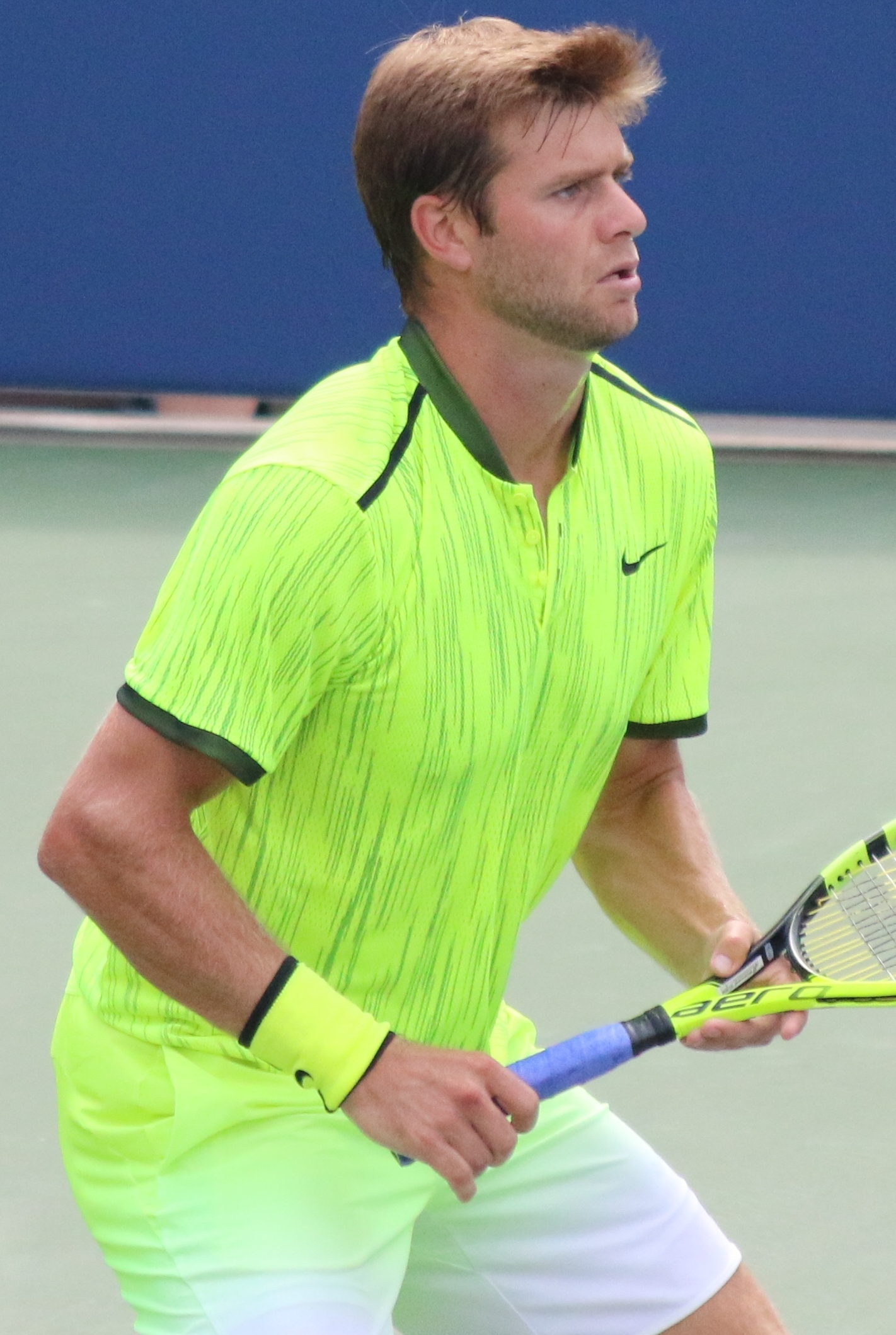
Ryan Harrison mužská čtyřhra
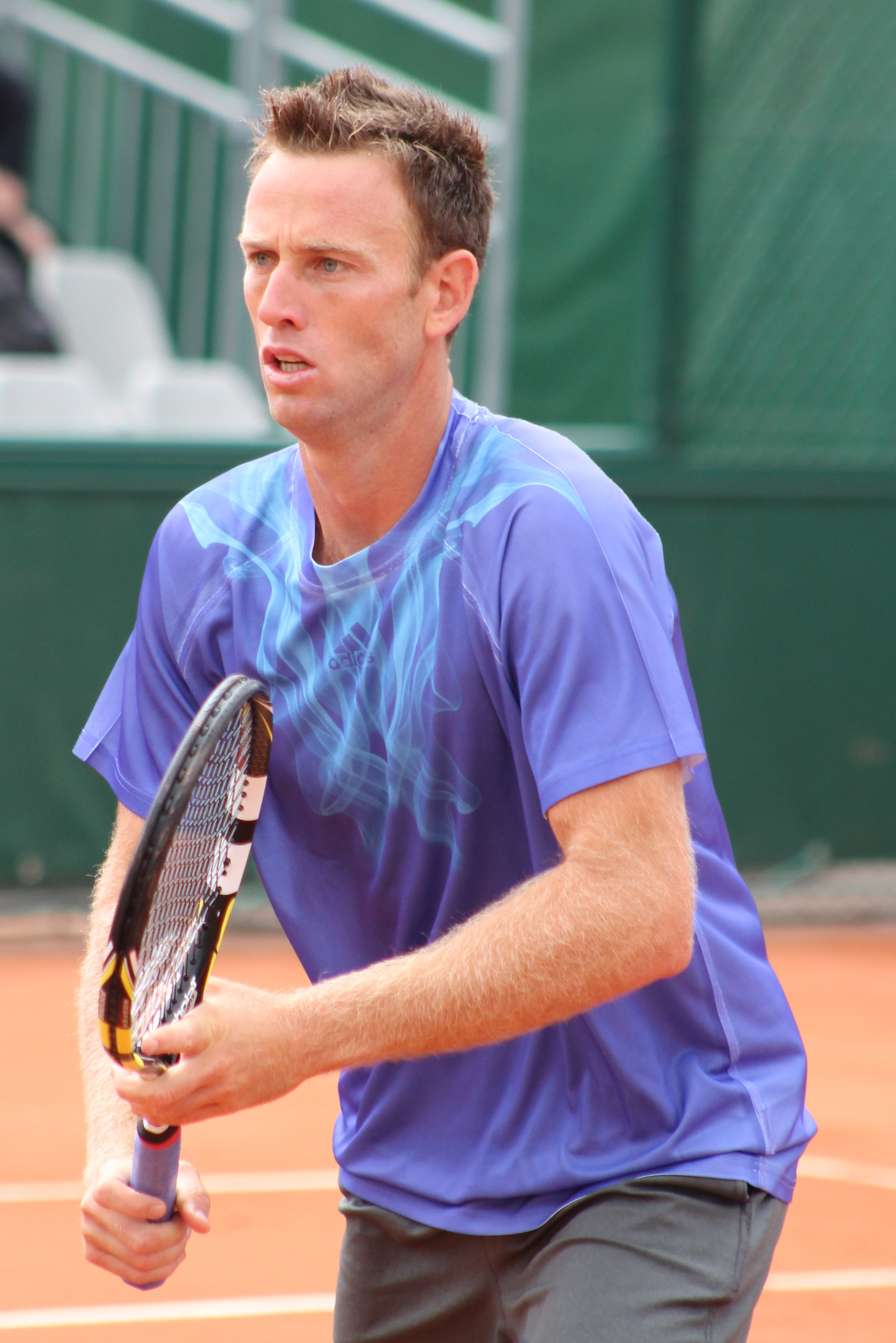
Michael Venus mužská čtyřhra
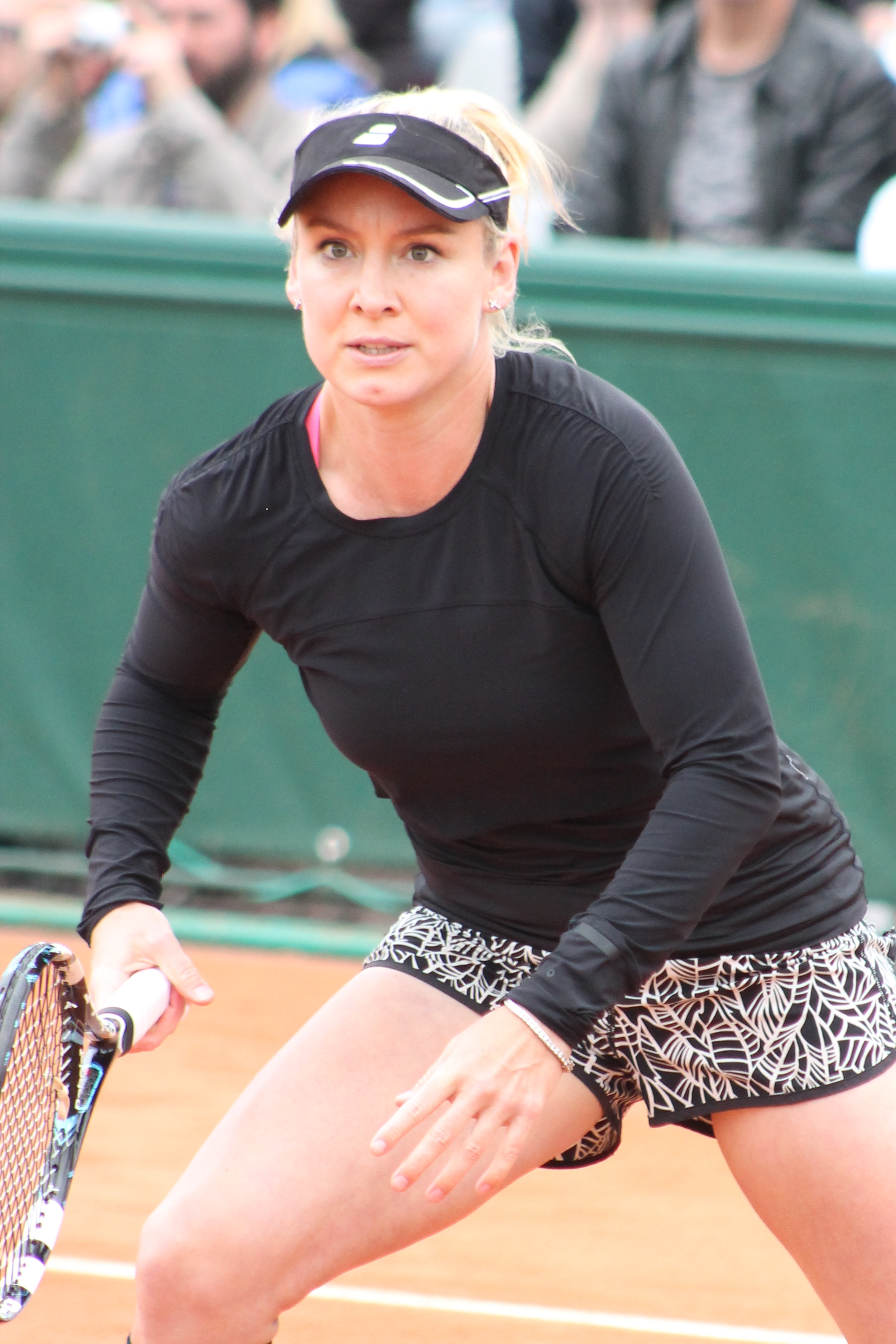
Bethanie Matteková-Sandsová ženská čtyřhra
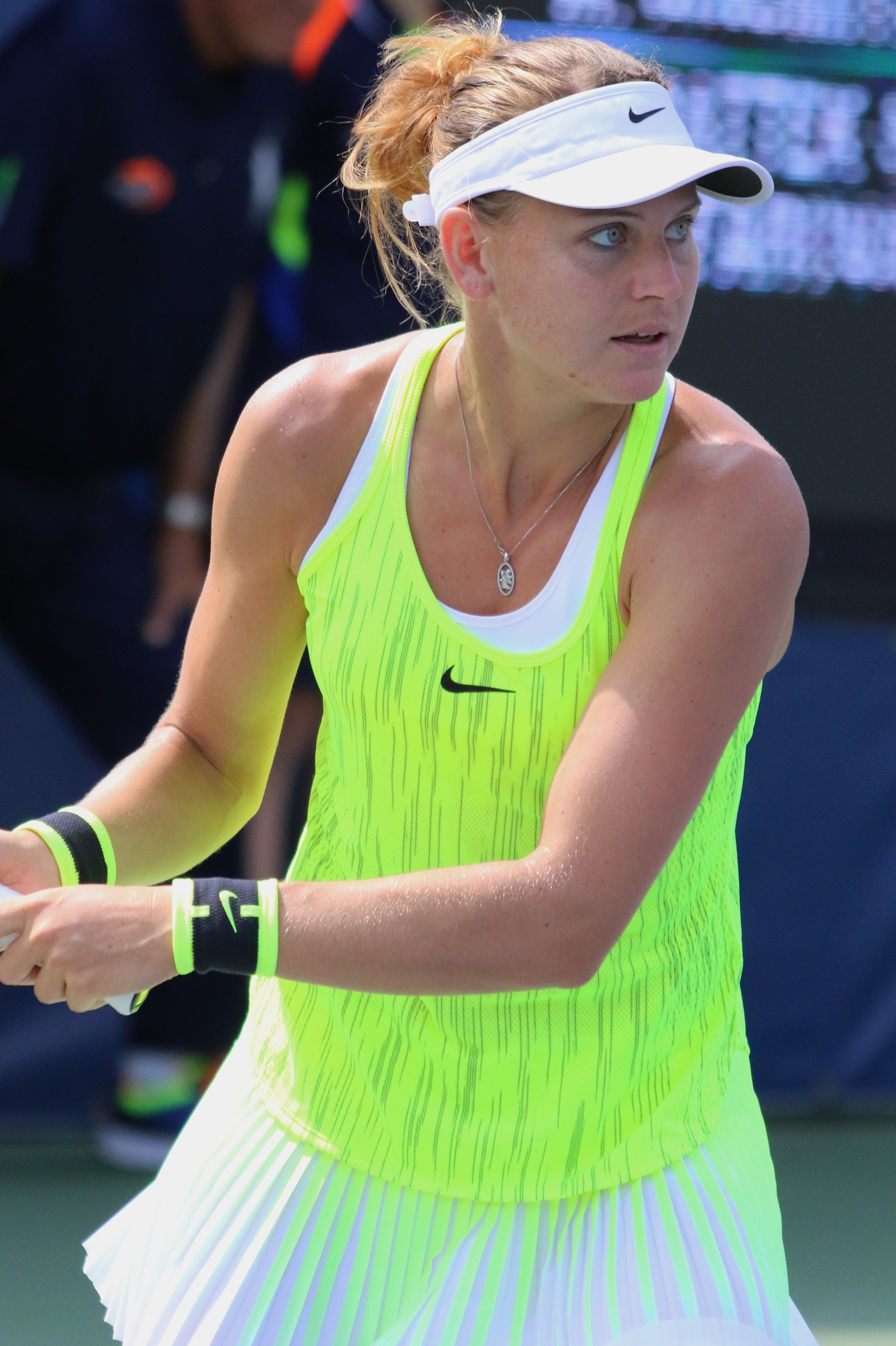
Lucie Šafářová ženská čtyřhra
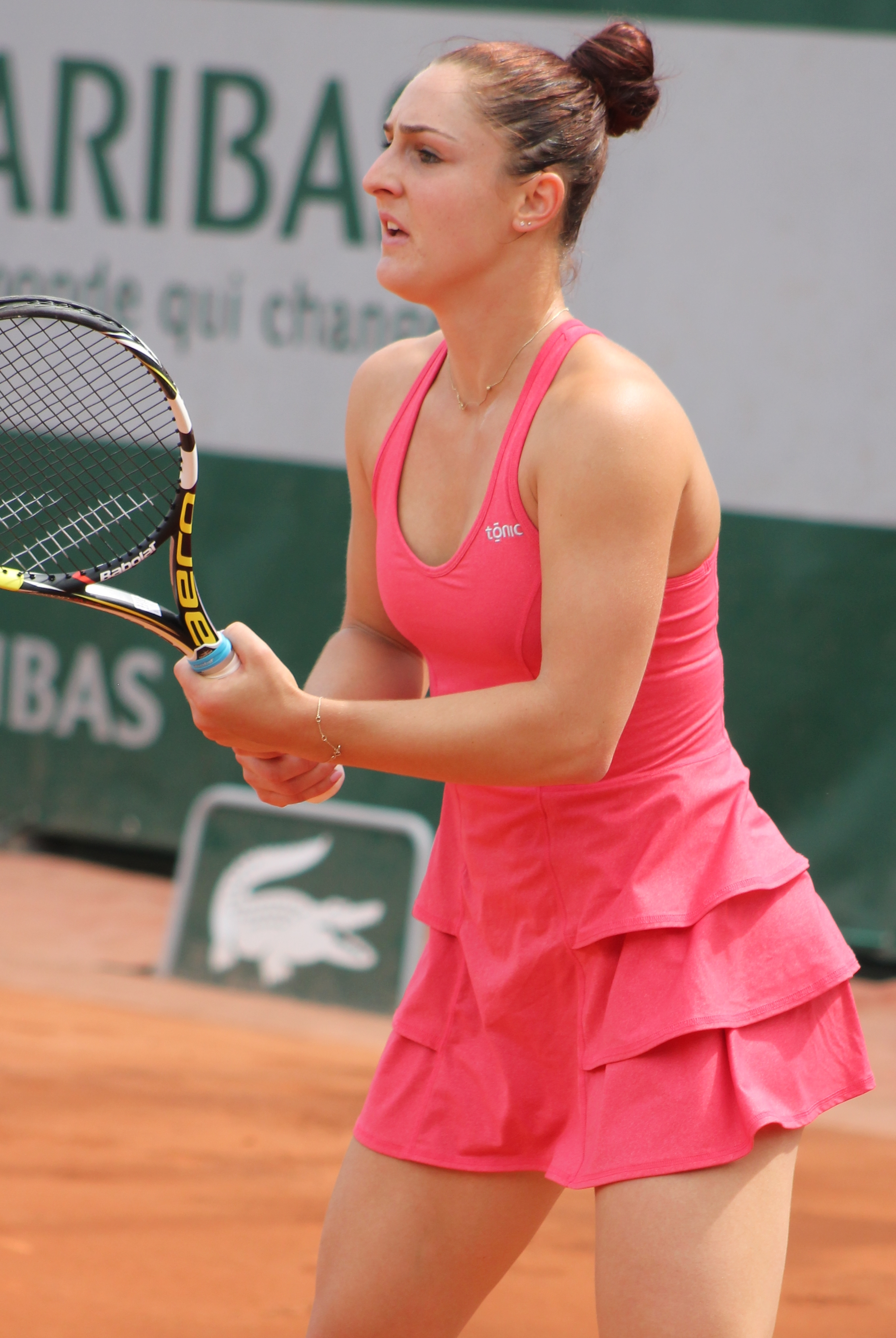
Gabriela Dabrowská smíšená čtyřhra
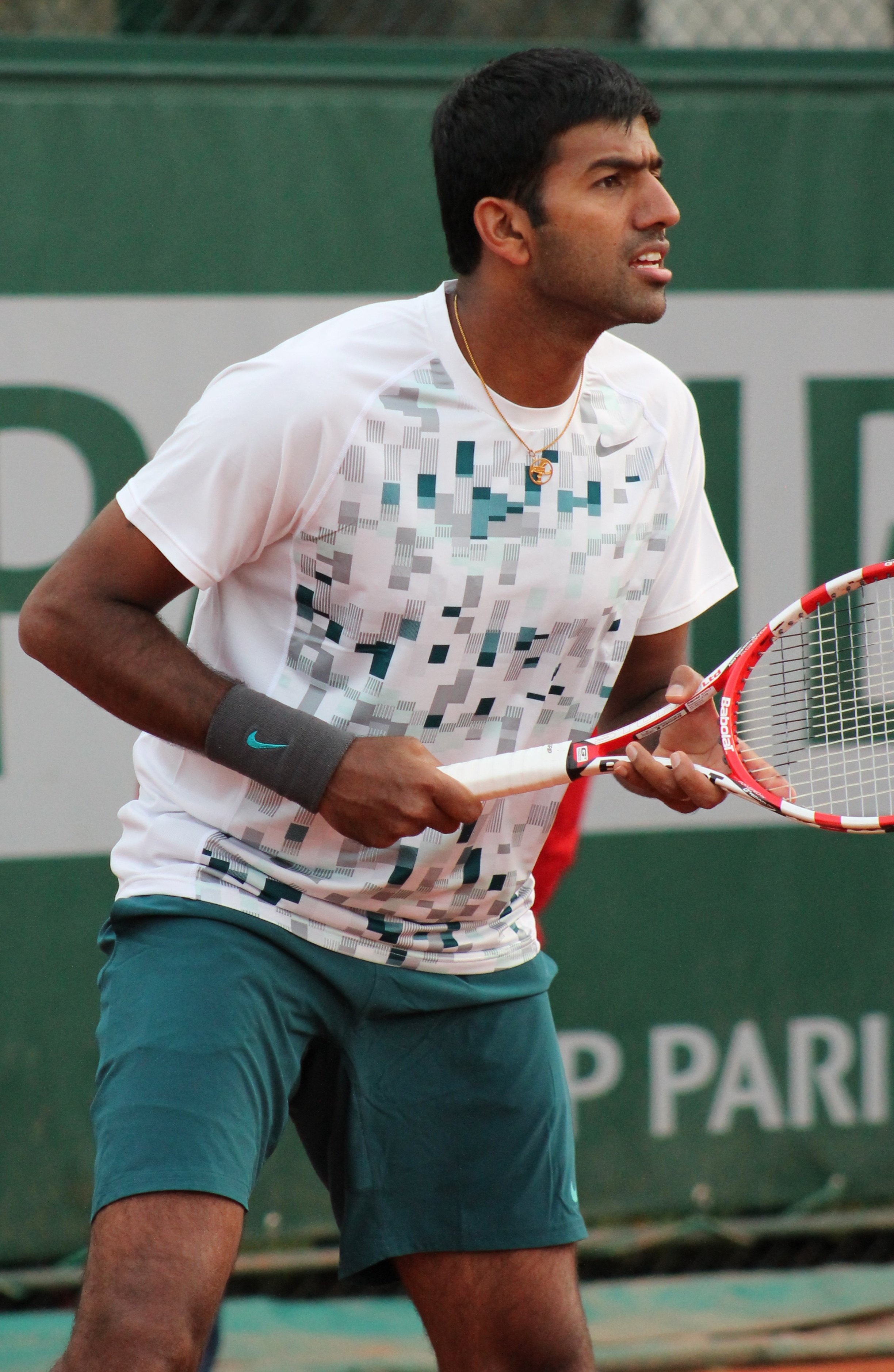
Rohan Bopanna smíšená čtyřhra

## Dotace turnaje
Celkový rozpočet French Open 2017 byl proti předešlému ročníku navýšen téměř o čtyři miliony eur a dosáhl částky 36 000 000 eur, což představovalo nárůst o 12 % proti roku 2016. Vítězové mužské a ženské dvouhry obdrželi 2 100 000 eur, tedy meziročně o sto tisíc eur více.
| Soutěž                                  | vítězové    | finalisté   | semifinalisté | čtvrtfinalisté | 16 v kole | 32 v kole | 64 v kole | 128 v kole | Q3       | Q2      | Q1      |
| --------------------------------------- | ----------- | ----------- | ------------- | -------------- | --------- | --------- | --------- | ---------- | -------- | ------- | ------- |
| dvouhry                                 | 2 100 000 € | 1 060 000 € | 530 000 €     | 340 000 €      | 200 000 € | 118 000 € | 70 000 €  | 35 000 €   | 18 000 € | 9 000 € | 5 000 € |
| čtyřhry                                 | 540 000 €   | 270 000 €   | 132 000 €     | 72 000 €       | 39 000 €  | 21 000 €  | 10 500 €  | —          | —        | —       | —       |
| mix                                     | 140 000 €   | 70 500 €    | 37 750 €      | 17 000 €       | 8 500 €   | 4 500 €   | —         | —          | —        | —       | —       |
| dvouhry vozíčkářů                       | 35 000 €    | 17 500 €    | 8 500 €       | 4 500 €        | —         | —         | —         | —          | —        | —       | —       |
| čtyřhry vozíčkářů                       | 10 000 €    | 5 000 €     | 3 000 €       | —              | —         | —         | —         | —          | —        | —       | —       |
| částky ve čtyřhrách jsou uvedeny na pár |             |             |               |                |           |           |           |            |          |         |         |

## Body do žebříčků ATP a WTA
Tabulka uvádí zisk bodů do žebříčku ATP a WTA v závislosti na kole turnaje, ve kterém tenista vypadl.
| Dospělí               | Dospělí  | Dospělí   | Dospělí       | Dospělí        | Dospělí   | Dospělí   | Dospělí   | Dospělí    | Dospělí | Dospělí | Dospělí | Dospělí |
| Soutěž                | vítězové | finalisté | semifinalisté | čtvrtfinalisté | 16 v kole | 32 v kole | 64 v kole | 128 v kole | Q       | Q3      | Q2      | Q1      |
| --------------------- | -------- | --------- | ------------- | -------------- | --------- | --------- | --------- | ---------- | ------- | ------- | ------- | ------- |
| dvouhra mužů          | 2000     | 1200      | 720           | 360            | 180       | 90        | 45        | 10         | 25      | 16      | 8       | 0       |
| čtyřhra mužů          | 2000     | 1200      | 720           | 360            | 180       | 90        | 0         | N/A        | N/A     | N/A     | N/A     | N/A     |
| dvouhra žen           | 2000     | 1300      | 780           | 430            | 240       | 130       | 70        | 10         | 40      | 30      | 20      | 2       |
| čtyřhra žen           | 2000     | 1300      | 780           | 430            | 240       | 130       | 10        | N/A        | N/A     | N/A     | N/A     | N/A     |
| Junioři               |          |           |               |                |           |           |           |            |         |         |         |         |
|                       | vítězové | finalisté | semifinalisté | čtvrtfinalisté | 16 v kole | 32 v kole | Q         | Q3         | N/A     | N/A     | N/A     | N/A     |
| dvouhra juniorů       | 375      | 270       | 180           | 120            | 75        | 30        | 25        | 20         | N/A     | N/A     | N/A     | N/A     |
| dvouhra juniorek      | 375      | 270       | 180           | 120            | 75        | 30        | 25        | 20         | N/A     | N/A     | N/A     | N/A     |
| čtyřhra juniorů       | 270      | 180       | 120           | 75             | 45        | N/A       | N/A       | N/A        | N/A     | N/A     | N/A     | N/A     |
| čtyřhra juniorek      | 270      | 180       | 120           | 75             | 45        | N/A       | N/A       | N/A        | N/A     | N/A     | N/A     | N/A     |
| Vozíčkáři             |          |           |               |                |           |           |           |            |         |         |         |         |
|                       | vítězové | finalisté | semifinalisté | čtvrtfinalisté | N/A       | N/A       | N/A       | N/A        | N/A     | N/A     | N/A     | N/A     |
| dvouhra               | 800      | 500       | 375           | 100            | N/A       | N/A       | N/A       | N/A        | N/A     | N/A     | N/A     | N/A     |
| čtyřhra               | 800      | 500       | 100           | —              | N/A       | N/A       | N/A       | N/A        | N/A     | N/A     | N/A     | N/A     |
| dvouhra kvadruplegiků | 800      | 500       | 100           | —              | N/A       | N/A       | N/A       | N/A        | N/A     | N/A     | N/A     | N/A     |
| čtyřhra kvadruplegiků | 800      | 100       | —             | —              | N/A       | N/A       | N/A       | N/A        | N/A     | N/A     | N/A     | N/A     |

## Odhlášení tenisté

### Muži
| Nasazení tenisté               | Nasazení tenisté | Nasazení tenisté | Nasazení tenisté | Nasazení tenisté | Nasazení tenisté | Nasazení tenisté  | Nasazení tenisté |
| Žebříček                       | hráč             | bodový stav      | bodový stav      | bodový stav      | bodový stav      | odstoupil pro     |                  |
| Žebříček                       | hráč             | před turnajem    | obhajoval        | zisk             | po turnaji       | odstoupil pro     |                  |
| ------------------------------ | ---------------- | ---------------- | ---------------- | ---------------- | ---------------- | ----------------- | ---------------- |
| 5.                             | Roger Federer    | 5 035            | 0                | 0+90             | 4 945            | plánovaný výpadek |                  |
| žebříček ATP k 22. květnu 2017 |                  |                  |                  |                  |                  |                   |                  |

Úplný seznam
Úplné složení odstoupivších a hráčů, kteří je nahradili v mužské dvouhře.
- Roger Federer → nahradil jej  Konstantin Kravčuk
- Jošihito Nišioka → nahradil jej  Ernests Gulbis
- Radek Štěpánek → nahradil jej  Guillermo García-López
- Dmitrij Tursunov → nahradil jej  Andrej Rubljov

### Ženy
| Nasazené tenistky              | Nasazené tenistky  | Nasazené tenistky | Nasazené tenistky | Nasazené tenistky | Nasazené tenistky | Nasazené tenistky                  |
| Žebříček                       | hráčka             | bodový stav       | bodový stav       | bodový stav       | bodový stav       | odstoupila pro                     |
| Žebříček                       | hráčka             | před turnajem     | obhajovala        | zisk              | po turnaji        | odstoupila pro                     |
| ------------------------------ | ------------------ | ----------------- | ----------------- | ----------------- | ----------------- | ---------------------------------- |
| 2.                             | Serena Williamsová | 6 110             | 1 300             | 0                 | 4 810             | těhotenství                        |
| 32.                            | Laura Siegemundová | 1 510             | 10                | 0                 | 1 500             | přetržení předního zkříženého vazu |
| žebříček WTA k 22. květnu 2017 |                    |                   |                   |                   |                   |                                    |

Úplný seznam
Úplné složení odstoupivších a hráček, které je nahradily v ženské dvouhře.
- Vania Kingová → nahradila ji  Magdaléna Rybáriková
- Laura Siegemundová → nahradila ji  Ons Džabúrová
- Serena Williamsová → nahradila ji  Louisa Chiricová

## Dospělí

### Dvouhra mužů
|  | Čtvrtfinále | Čtvrtfinále         | Čtvrtfinále   | Čtvrtfinále  | Čtvrtfinále | Čtvrtfinále | Čtvrtfinále   |   |               | Semifinále | Semifinále | Semifinále | Semifinále | Semifinále | Semifinále | Semifinále |  |  | Finále | Finále        | Finále | Finále | Finále | Finále | Finále |
|  |             |                     |               |              |             |             |               |   |               |            |            |            |            |            |            |            |  |  |        |               |        |        |        |        |        |
|  | 1           | Andy Murray         | 2             | 6            | 7           | 6           |               |   |               |            |            |            |            |            |            |            |  |  |        |               |        |        |        |        |        |
|  | 8           | Kei Nišikori        | 6             | 1            | 60          | 1           |               |   |               |            |            |            |            |            |            |            |  |  |        |               |        |        |        |        |        |
|  | 8           | Kei Nišikori        | 6             | 1            | 60          | 1           |               | 1 | Andy Murray   | 78         | 3          | 7          | 63         | 1          |            |            |  |  |        |               |        |        |        |        |        |
|  |             |                     |               |              |             |             |               | 1 | Andy Murray   | 78         | 3          | 7          | 63         | 1          |            |            |  |  |        |               |        |        |        |        |        |
|  |             | 3                   | Stan Wawrinka | 6            | 6           | 5           | 7             | 6 |               |            |            |            |            |            |            |            |  |  |        |               |        |        |        |        |        |
|  | 3           | 3                   | Stan Wawrinka | 6            | 6           | 5           | 7             | 6 | Stan Wawrinka | 6          | 6          | 6          |            |            |            |            |  |  |        |               |        |        |        |        |        |
|  | 3           |                     |               |              |             |             |               |   | Stan Wawrinka | 6          | 6          | 6          |            |            |            |            |  |  |        |               |        |        |        |        |        |
|  | 7           | Marin Čilić         | 3             | 3            | 1           |             |               |   |               |            |            |            |            |            |            |            |  |  |        |               |        |        |        |        |        |
|  |             |                     |               |              |             |             |               |   |               |            |            |            |            |            |            |            |  |  | 3      | Stan Wawrinka | 2      | 3      | 1      |        |        |
|  |             |                     | 4             | Rafael Nadal | 6           | 6           | 6             |   |               |            |            |            |            |            |            |            |  |  |        |               |        |        |        |        |        |
|  | 20          | Pablo Carreño Busta | 2             | 0r           |             |             |               |   |               |            |            |            |            |            |            |            |  |  |        |               |        |        |        |        |        |
|  | 4           | Rafael Nadal        | 6             | 2            |             |             |               |   |               |            |            |            |            |            |            |            |  |  |        |               |        |        |        |        |        |
|  | 4           | Rafael Nadal        | 6             | 2            |             | 4           | Rafael Nadal  | 6 | 6             | 6          |            |            |            |            |            |            |  |  |        |               |        |        |        |        |        |
|  |             |                     |               |              |             |             |               | 6 | 6             | 6          |            |            |            |            |            |            |  |  |        |               |        |        |        |        |        |
|  |             | 6                   | Dominic Thiem | 3            | 4           | 0           |               |   |               |            |            |            |            |            |            |            |  |  |        |               |        |        |        |        |        |
|  | 6           | 6                   | Dominic Thiem | 3            | 4           | 0           | Dominic Thiem | 7 | 6             | 6          |            |            |            |            |            |            |  |  |        |               |        |        |        |        |        |
|  | 6           |                     |               |              |             |             | Dominic Thiem | 7 | 6             | 6          |            |            |            |            |            |            |  |  |        |               |        |        |        |        |        |
|  | 2           | Novak Djoković      | 65            | 3            | 0           |             |               |   |               |            |            |            |            |            |            |            |  |  |        |               |        |        |        |        |        |

### Dvouhra žen
|  | Čtvrtfinále | Čtvrtfinále        | Čtvrtfinále       | Čtvrtfinále | Čtvrtfinále |   |                        | Semifinále         | Semifinále | Semifinále | Semifinále | Semifinále |                    |   | Finále | Finále | Finále | Finále | Finále |
|  |             |                    |                   |             |             |   |                        |                    |            |            |            |            |                    |   |        |        |        |        |        |
|  |             | Jeļena Ostapenková | 4                 | 6           | 6           |   |                        |                    |            |            |            |            |                    |   |        |        |        |        |        |
|  | 11          | Caroline Wozniacká | 6                 | 2           | 2           |   |                        |                    |            |            |            |            |                    |   |        |        |        |        |        |
|  | 11          | Caroline Wozniacká | 6                 | 2           | 2           |   |                        | Jeļena Ostapenková | 7          | 3          | 6          |            |                    |   |        |        |        |        |        |
|  |             |                    |                   |             |             |   |                        | Jeļena Ostapenková | 7          | 3          | 6          |            |                    |   |        |        |        |        |        |
|  |             | 30                 | Timea Bacsinszká  | 64          | 6           | 3 |                        |                    |            |            |            |            |                    |   |        |        |        |        |        |
|  | 13          | 30                 | Timea Bacsinszká  | 64          | 6           | 3 | Kristina Mladenovicová | 4                  | 4          |            |            |            |                    |   |        |        |        |        |        |
|  | 13          |                    |                   |             |             |   | Kristina Mladenovicová | 4                  | 4          |            |            |            |                    |   |        |        |        |        |        |
|  | 30          | Timea Bacsinszká   | 6                 | 6           |             |   |                        |                    |            |            |            |            |                    |   |        |        |        |        |        |
|  | 30          | Timea Bacsinszká   | 6                 | 6           |             |   |                        |                    |            |            |            |            | Jeļena Ostapenková | 4 | 6      | 6      |        |        |        |
|  |             |                    |                   |             |             |   |                        |                    |            |            |            |            |                    | 4 | 6      | 6      |        |        |        |
|  |             | 3                  | Simona Halepová   | 6           | 4           | 3 |                        |                    |            |            |            |            |                    |   |        |        |        |        |        |
|  | 5           | 3                  | Simona Halepová   | 6           | 4           | 3 | Elina Svitolinová      | 6                  | 6          | 0          |            |            |                    |   |        |        |        |        |        |
|  | 5           |                    |                   |             |             |   | Elina Svitolinová      | 6                  | 6          | 0          |            |            |                    |   |        |        |        |        |        |
|  | 3           | Simona Halepová    | 3                 | 78          | 6           |   |                        |                    |            |            |            |            |                    |   |        |        |        |        |        |
|  | 3           | Simona Halepová    | 3                 | 78          | 6           |   | 3                      | Simona Halepová    | 6          | 3          | 6          |            |                    |   |        |        |        |        |        |
|  |             |                    |                   |             |             |   | 3                      | Simona Halepová    | 6          | 3          | 6          |            |                    |   |        |        |        |        |        |
|  |             | 2                  | Karolína Plíšková | 4           | 6           | 3 |                        |                    |            |            |            |            |                    |   |        |        |        |        |        |
|  | 28          | 2                  | Karolína Plíšková | 4           | 6           | 3 | Caroline Garciaová     | 63                 | 4          |            |            |            |                    |   |        |        |        |        |        |
|  | 28          |                    |                   |             |             |   | Caroline Garciaová     | 63                 | 4          |            |            |            |                    |   |        |        |        |        |        |
|  | 2           | Karolína Plíšková  | 7                 | 6           |             |   |                        |                    |            |            |            |            |                    |   |        |        |        |        |        |

### Čtyřhra mužů
|  | Čtvrtfinále | Čtvrtfinále                          | Čtvrtfinále                    | Čtvrtfinále | Čtvrtfinále |                                  |                                   | Semifinále | Semifinále | Semifinále | Semifinále | Semifinále |  |                             | Finále | Finále | Finále | Finále | Finále |
|  |             |                                      |                                |             |             |                                  |                                   |            |            |            |            |            |  |                             |        |        |        |        |        |
|  | 16          | Juan Sebastián Cabal Robert Farah    | 61                             | 78          | 6           |                                  |                                   |            |            |            |            |            |  |                             |        |        |        |        |        |
|  |             | Julio Peralta Horacio Zeballos       | 7                              | 6           | 0           |                                  |                                   |            |            |            |            |            |  |                             |        |        |        |        |        |
|  |             | Julio Peralta Horacio Zeballos       | 7                              | 6           | 0           | 16                               | Juan Sebastián Cabal Robert Farah | 6          | 3          | 4          |            |            |  |                             |        |        |        |        |        |
|  |             |                                      |                                |             |             |                                  | Juan Sebastián Cabal Robert Farah | 6          | 3          | 4          |            |            |  |                             |        |        |        |        |        |
|  |             |                                      | Ryan Harrison Michael Venus    | 4           | 6           | 6                                |                                   |            |            |            |            |            |  |                             |        |        |        |        |        |
|  |             | Ryan Harrison Michael Venus          | Ryan Harrison Michael Venus    | 4           | 6           | 6                                | 6                                 | 3          | 6          |            |            |            |  |                             |        |        |        |        |        |
|  |             | Ryan Harrison Michael Venus          |                                |             |             |                                  | 6                                 | 3          | 6          |            |            |            |  |                             |        |        |        |        |        |
|  | 7           | Ivan Dodig Marcel Granollers         | 2                              | 6           | 3           |                                  |                                   |            |            |            |            |            |  |                             |        |        |        |        |        |
|  | 7           | Ivan Dodig Marcel Granollers         | 2                              | 6           | 3           |                                  |                                   |            |            |            |            |            |  | Ryan Harrison Michael Venus | 7      | 64     | 6      |        |        |
|  |             |                                      |                                |             |             |                                  |                                   |            |            |            |            |            |  | Ryan Harrison Michael Venus | 7      | 64     | 6      |        |        |
|  |             |                                      | Santiago González Donald Young | 65          | 7           | 3                                |                                   |            |            |            |            |            |  |                             |        |        |        |        |        |
|  |             | Rogério Dutra da Silva Paolo Lorenzi | Santiago González Donald Young | 65          | 7           | 3                                | 65                                | 5          |            |            |            |            |  |                             |        |        |        |        |        |
|  |             | Rogério Dutra da Silva Paolo Lorenzi |                                |             |             |                                  | 65                                | 5          |            |            |            |            |  |                             |        |        |        |        |        |
|  |             | Fernando Verdasco Nenad Zimonjić     | 7                              | 7           |             |                                  |                                   |            |            |            |            |            |  |                             |        |        |        |        |        |
|  |             | Fernando Verdasco Nenad Zimonjić     | 7                              | 7           |             | Fernando Verdasco Nenad Zimonjić | 7                                 | 5          | 3          |            |            |            |  |                             |        |        |        |        |        |
|  |             |                                      |                                |             |             |                                  | 7                                 | 5          | 3          |            |            |            |  |                             |        |        |        |        |        |
|  |             |                                      | Santiago González Donald Young | 63          | 7           | 6                                |                                   |            |            |            |            |            |  |                             |        |        |        |        |        |
|  | 5           | Jamie Murray Bruno Soares            | Santiago González Donald Young | 63          | 7           | 6                                | 6                                 | 63         | 64         |            |            |            |  |                             |        |        |        |        |        |
|  | 5           | Jamie Murray Bruno Soares            |                                |             |             |                                  | 6                                 | 63         | 64         |            |            |            |  |                             |        |        |        |        |        |
|  |             | Santiago González Donald Young       | 3                              | 7           | 7           |                                  |                                   |            |            |            |            |            |  |                             |        |        |        |        |        |

### Čtyřhra žen
|  | Čtvrtfinále | Čtvrtfinále                                | Čtvrtfinále                         | Čtvrtfinále | Čtvrtfinále |                                            |                                   | Semifinále | Semifinále                                 | Semifinále | Semifinále | Semifinále |  |  | Finále | Finále | Finále | Finále | Finále |
|  |             |                                            |                                     |             |             |                                            |                                   |            |                                            |            |            |            |  |  |        |        |        |        |        |
|  | 1           | Bethanie Matteková-Sandsová Lucie Šafářová | 6                                   | 6           |             |                                            |                                   |            |                                            |            |            |            |  |  |        |        |        |        |        |
|  |             | Kirsten Flipkensová Francesca Schiavoneová | 2                                   | 4           |             |                                            |                                   |            |                                            |            |            |            |  |  |        |        |        |        |        |
|  |             | Kirsten Flipkensová Francesca Schiavoneová | 2                                   | 4           | 1           | Bethanie Matteková-Sandsová Lucie Šafářová | 6                                 | 6          |                                            |            |            |            |  |  |        |        |        |        |        |
|  |             |                                            |                                     |             |             |                                            | 6                                 | 6          |                                            |            |            |            |  |  |        |        |        |        |        |
|  |             | 3                                          | Čan Jung-žan Martina Hingisová      | 4           | 2           |                                            |                                   |            |                                            |            |            |            |  |  |        |        |        |        |        |
|  | 3           | 3                                          | Čan Jung-žan Martina Hingisová      | 4           | 2           | Čan Jung-žan Martina Hingisová             | 6                                 | 6          |                                            |            |            |            |  |  |        |        |        |        |        |
|  | 3           |                                            |                                     |             |             | Čan Jung-žan Martina Hingisová             | 6                                 | 6          |                                            |            |            |            |  |  |        |        |        |        |        |
|  |             | Ioana Raluca Olaruová Olga Savčuková       | 2                                   | 1           |             |                                            |                                   |            |                                            |            |            |            |  |  |        |        |        |        |        |
|  |             |                                            |                                     |             |             |                                            |                                   | 1          | Bethanie Matteková-Sandsová Lucie Šafářová | 6          | 6          |            |  |  |        |        |        |        |        |
|  |             |                                            |                                     |             |             |                                            |                                   |            |                                            |            |            |            |  |  |        |        |        |        |        |
|  |             |                                            | Ashleigh Bartyová Casey Dellacquová | 2           | 1           |                                            |                                   |            |                                            |            |            |            |  |  |        |        |        |        |        |
|  |             | Irina-Camelia Beguová Čeng Saj-saj         | Ashleigh Bartyová Casey Dellacquová | 2           | 1           | 3                                          | 4                                 |            |                                            |            |            |            |  |  |        |        |        |        |        |
|  |             | Irina-Camelia Beguová Čeng Saj-saj         |                                     |             |             | 3                                          | 4                                 |            |                                            |            |            |            |  |  |        |        |        |        |        |
|  |             | Ashleigh Bartyová Casey Dellacquová        | 6                                   | 6           |             |                                            |                                   |            |                                            |            |            |            |  |  |        |        |        |        |        |
|  |             | Ashleigh Bartyová Casey Dellacquová        | 6                                   | 6           |             | Ashleigh Bartyová Casey Dellacquová        | 7                                 | 4          | 6                                          |            |            |            |  |  |        |        |        |        |        |
|  |             |                                            |                                     |             |             |                                            | 7                                 | 4          | 6                                          |            |            |            |  |  |        |        |        |        |        |
|  |             | 6                                          | Lucie Hradecká Kateřina Siniaková   | 5           | 6           | 3                                          |                                   |            |                                            |            |            |            |  |  |        |        |        |        |        |
|  | 6           | 6                                          | Lucie Hradecká Kateřina Siniaková   | 5           | 6           | 3                                          | Lucie Hradecká Kateřina Siniaková | 6          | 6                                          |            |            |            |  |  |        |        |        |        |        |
|  | 6           |                                            |                                     |             |             |                                            | Lucie Hradecká Kateřina Siniaková | 6          | 6                                          |            |            |            |  |  |        |        |        |        |        |
|  | 2           | Jekatěrina Makarovová Jelena Vesninová     | 1                                   | 4           |             |                                            |                                   |            |                                            |            |            |            |  |  |        |        |        |        |        |

### Smíšená čtyřhra
|  | Čtvrtfinále | Čtvrtfinále                                      | Čtvrtfinále                      | Čtvrtfinále | Čtvrtfinále |                                  |                                          | Semifinále | Semifinále                          | Semifinále | Semifinále | Semifinále |  |  | Finále | Finále | Finále | Finále | Finále |
|  |             |                                                  |                                  |             |             |                                  |                                          |            |                                     |            |            |            |  |  |        |        |        |        |        |
|  | Atl         | María José Martínez Sánchezová Marcelo Demoliner | 7                                | 3           | [6]         |                                  |                                          |            |                                     |            |            |            |  |  |        |        |        |        |        |
|  |             | Anna-Lena Grönefeldová Robert Farah              | 5                                | 6           | [10]        |                                  |                                          |            |                                     |            |            |            |  |  |        |        |        |        |        |
|  |             | Anna-Lena Grönefeldová Robert Farah              | 5                                | 6           | [10]        |                                  | Anna-Lena Grönefeldová Robert Farah      | 65         | 6                                   | [10]       |            |            |  |  |        |        |        |        |        |
|  |             |                                                  |                                  |             |             |                                  | Anna-Lena Grönefeldová Robert Farah      | 65         | 6                                   | [10]       |            |            |  |  |        |        |        |        |        |
|  |             |                                                  | Casey Dellacquová Rajeev Ram     | 7           | 3           | [5]                              |                                          |            |                                     |            |            |            |  |  |        |        |        |        |        |
|  |             | Lucie Hradecká Marcin Matkowski                  | Casey Dellacquová Rajeev Ram     | 7           | 3           | [5]                              | 1                                        | 3          |                                     |            |            |            |  |  |        |        |        |        |        |
|  |             | Lucie Hradecká Marcin Matkowski                  |                                  |             |             |                                  | 1                                        | 3          |                                     |            |            |            |  |  |        |        |        |        |        |
|  |             | Casey Dellacquová Rajeev Ram                     | 6                                | 6           |             |                                  |                                          |            |                                     |            |            |            |  |  |        |        |        |        |        |
|  |             |                                                  |                                  |             |             |                                  |                                          |            | Anna-Lena Grönefeldová Robert Farah | 6          | 2          | [10]       |  |  |        |        |        |        |        |
|  |             |                                                  |                                  |             |             |                                  |                                          |            |                                     |            |            |            |  |  |        |        |        |        |        |
|  |             | 7                                                | Gabriela Dabrowská Rohan Bopanna | 2           | 6           | [12]                             |                                          |            |                                     |            |            |            |  |  |        |        |        |        |        |
|  |             | 7                                                | Gabriela Dabrowská Rohan Bopanna | 2           | 6           | [12]                             | Andreja Klepačová Dominic Inglot         | 63         | 3                                   |            |            |            |  |  |        |        |        |        |        |
|  |             |                                                  |                                  |             |             |                                  | Andreja Klepačová Dominic Inglot         | 63         | 3                                   |            |            |            |  |  |        |        |        |        |        |
|  | 3           | Andrea Hlaváčková Édouard Roger-Vasselin         | 7                                | 6           |             |                                  |                                          |            |                                     |            |            |            |  |  |        |        |        |        |        |
|  | 3           | Andrea Hlaváčková Édouard Roger-Vasselin         | 7                                | 6           |             | 3                                | Andrea Hlaváčková Édouard Roger-Vasselin | 5          | 3                                   |            |            |            |  |  |        |        |        |        |        |
|  |             |                                                  |                                  |             |             |                                  | Andrea Hlaváčková Édouard Roger-Vasselin | 5          | 3                                   |            |            |            |  |  |        |        |        |        |        |
|  |             | 7                                                | Gabriela Dabrowská Rohan Bopanna | 7           | 6           |                                  |                                          |            |                                     |            |            |            |  |  |        |        |        |        |        |
|  | 7           | 7                                                | Gabriela Dabrowská Rohan Bopanna | 7           | 6           | Gabriela Dabrowská Rohan Bopanna | 6                                        | 6          |                                     |            |            |            |  |  |        |        |        |        |        |
|  | 7           |                                                  |                                  |             |             | Gabriela Dabrowská Rohan Bopanna | 6                                        | 6          |                                     |            |            |            |  |  |        |        |        |        |        |
|  | 2           | Sania Mirzaová Ivan Dodig                        | 3                                | 4           |             |                                  |                                          |            |                                     |            |            |            |  |  |        |        |        |        |        |

## Divoké karty
Následující tenisté obdrželi divokou kartu do hlavních soutěží.
Divoké karty pro zástupce australského a amerického tenisu v singlových soutěžích byly přiděleny v rámci reciproční dohody tří ze čtyř tenisových svazů pořádajících Grand Slam – Tennis Australia, United States Tennis Association (USTA) a Fédération Française de tennis (FFT). Australská federace je udělila Alexi de Minaurovi a Jaimee Fourlisové. Americký svaz zvolil Tennyse Sandgrena a Amandu Anisimovovou.
| - Julien Benneteau - Benjamin Bonzi - Mathias Bourgue - Alex de Minaur - Quentin Halys - Laurent Lokoli - Alexandre Müller - Tennys Sandgren | - Tessah Andrianjafitrimová - Amanda Anisimovová - Fiona Ferrová - Jaimee Fourlisová - Myrtille Georgesová - Amandine Hesseová - Alizé Limová - Chloé Paquetová |

| - Grégoire Barrère / Albano Olivetti - Mathias Bourgue / Paul-Henri Mathieu - Kenny de Schepper / Vincent Millot - Jonathan Eysseric / Tristan Lamasine - Quentin Halys / Adrian Mannarino - Grégoire Jacq / Hugo Nys - Constant Lestienne / Corentin Moutet | - Audrey Albiéová / Harmony Tanová - Tessah Andrianjafitrimová / Amandine Hesseová - Manon Arcangioliová / Alizé Limová - Fiona Ferrová / Margot Yerolymosová - Myrtille Georgesová / Chloé Paquetová - Giulia Morletová / Diane Parryová - Marine Partaudová / Virginie Razzanová |

### Smíšená čtyřhra
- Alizé Cornetová /  Jonathan Eysseric
- Myrtille Georgesová /  Geoffrey Blancaneaux
- Jessica Mooreová /  Matt Reid
- Chloé Paquetová /  Benoît Paire
- Pauline Parmentierová /  Mathias Bourgue
- Virginie Razzanová /  Vincent Millot

## Kvalifikanti
Sedmnáct mužů a třináct žen postoupilo do hlavních soutěží z kvalifikací, které probíhaly od 22. do 26. května 2017 v pařížském areálu Stade Roland-Garros.
| Mužští kvalifikanti |
| --- |
| 1. Marius Copil 2. Arthur De Greef 3. Nicolás Jarry 4. Taró Daniel 5. Jozef Kovalík 6. Stefanos Tsitsipas 7. Maxime Hamou 8. Simone Bolelli 9. Santiago Giraldo 10. Marco Trungelliti 11. Teimuraz Gabašvili 12. Serhij Stachovskyj 13. Guido Pella 14. Stefano Napolitano 15. Bjorn Fratangelo 16. Paul-Henri Mathieu |
| Šťastný poražený |
| 1. Andrej Rubljov |

| Ženské kvalifikantky |
| --- |
| 1. Sara Erraniová 2. Markéta Vondroušová 3. Beatriz Haddad Maiová 4. Richèl Hogenkampová 5. Ana Bogdanová 6. Quirine Lemoineová 7. Françoise Abandová 8. Petra Martićová 9. Alison Van Uytvancková 10. Miju Katová 11. Kateryna Kozlovová 12. Bethanie Matteková-Sandsová |
| Šťastná poražená |
| 1. Ons Džabúrová |